# Jim Mason
James „Jim“ Mason (* 6. März 1871 in Hanley; † 2. April 1951 in Burslem) war ein englischer Fußballspieler und -schiedsrichter.

## Sportlicher Werdegang
Mason spielte ab November 1892 für Port Vale, debütierte jedoch erst im Dezember 1894 für den Klub in der Second Division. Am Ende der Spielzeit 1895/96, in der er hinter Ernest Beckett mit sechs Saisontreffern zweitbester Torschütze des Klubs war, belegte er mit dem Klub den drittletzten Platz. Neben den dahinter platzierten Rotherham Town und Crewe Alexandra wurden die Klubs nicht für die folgende Spielzeit berücksichtigt und durch den FC Blackpool, Gainsborough Trinity und den FC Walsall, so dass die Mannschaft in der Folge in der Midland League antrat. Dort überwarf er sich mit der Vereinsführung und kam bis zur erneuten Aufnahme in die Football League 1898 kaum zum Einsatz und widmete sich in der Folge dem Schiedsrichterwesen.
Mason leitete als Schiedsrichter Spiele der Football League und in den Wettbewerben der englischen Football Association. Dabei stand das Endspiel um den FA Cup 1908/09 unter seiner Leitung, in dem Manchester United im Londoner Crystal Palace durch einen 1:0-Sieg über Bristol City nach einem Treffer von Sandy Turnbull erstmals in der Vereinsgeschichte den FA Cup gewann. Ab 1907 war er zudem Spielleiter bei Länderspielen, sein Debüt feierte er im Rahmen der British Home Championship 1906/07 beim Duell zwischen Wales und Schottland, bei dem die Waliser mit einem 1:0-Erfolg durch einen Treffer von Grenville Morris den Grundstein für den Turniersieg legten. Bis 1921 stand er bei insgesamt 13 Länderspielen auf dem Feld, in diesen traten ausschließlich Mannschaften von den britischen Inseln im Rahmen verschiedener Austragungen des British Home Championships an.